# Саванна (пароплав)

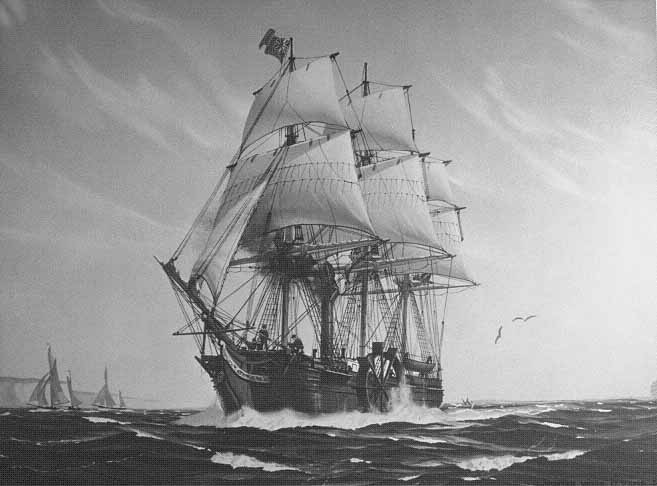

Саванна (англ. SS Savannah) — американський вітрильник з паровою машиною (вітрильно-парове судно), збудований 1818 року. Він став першим пароплавом, що перетнув Атлантичний океан, це сталось у травні-червні 1819 року, хоча тільки частину дистанції судно пройшло під паровим двигуном. Незважаючи на історичне значення мандрівки, Саванна не мала комерційного успіху як пароплав та була перетворена в вітрильне судно незабаром після повернення з Європи.
Саванна зазнала катастрофи неподалік від Лонг-Айленда 1821 року. Після неї жоден американський пароплав не перетинав Атлантичний океан протягом майже тридцяти років. Два британських пароплава, Грейт Вестерн (конструктор Брюнель) та Сіріус (конструктор Мензіс), здійснили плавання до Нью-Йорку в 1838 році, пройшовши весь шлях використовуючи паровий двигун.

## Проектування та будівництво
Саванна була побудована для здійснення поштових рейсів (пакетбот) на Нью-Йоркській корабельні Fickett & Crocket. Поки судно було ще на стапелі, капітан Мозес Роджерс переконав транспортну компанію Scarborough & Isaacs, (Саванна, штат Джорджія), придбати судно та перетворити його на пароплав і стати першими в світі, хто відкрив трансатлантичне сполучення за допомогою пароплавів.
На Саванну було встановлено паровий двигун і гребні колеса додатково до вітрил. Мосес Роджерс сам контролював монтаж обладнання, в той час як його зведений брат Стівен Роджерс контролював будівництво корпусу судна, рангоут і такелаж.[джерело?]

## Опис пароплава
Компанія Allaire Iron Works у Нью-Йорку поставила на Саванну циліндри двигуна, в той час як інші компоненти двигуна і ходової частини були виготовлені на заводі Speedwell Ironworks у Нью-Джерсі. Потужність машини складала 90 кінських сил. Як паливо, на борту судна знаходилось 75 тонн вугілля і 25 дерев'яних колод.

## Історична трансатлантична подорож
15 травня 1819 року під час підготовки до трансатлантичного рейсу, корабель зірвало з кріплень причалу, але він не зазнав ушкоджень.
Власники Саванни доклали всіх зусиль, щоб забезпечити безпеку переходу, але охочих здійснити трансатлантичний вояж не знайшлося. 19 травня в місцевій газеті з'явилося оголошення про дату відходу — 20 травня.

### Перехід
Після відходу з гавані Саванни судно почало свою історичну подорож о 5 ранку в понеділок, 24 травня, під паром і вітрилами, взявши курс на Ліверпуль. Близько 8 години ранку в той же день колеса були зупинені в перший раз, і корабель попрямував під вітрилом. Кілька днів потому, 29 травня, шхуна Contract помітила судно «з великим димом», і вважаючи, що цей корабель горів, намагалася наздогнати його протягом декількох годин, але не змогла цього зробити.
2 червня Саванна здійснювала перехід під вітрилами зі швидкістю 9 або 10 вузлів та обігнала вітрильник Плутон. Після того, як капітан Роджерс повідомив, що його судно функціонує «на подив добре», екіпаж Плутону прокричав Саванні тричі «ура!» Наступного разу Саванну помітили 19 червня біля берегів Ірландії з британського військового корабля Кайт, який зробив ту ж помилку, що й Contract три тижні тому, вважаючи, що вітрильник горить. Кайт у підсумку зробив декілька попереджувальних пострілів, і капітан Роджерс зупинив корабель, а капітан Кайту попросив дозволу оглянути судно. Дозвіл було отримано, і британські моряки були «дуже задоволені», задовольнивши свою цікавість.
18 червня Саванна потрапила у смугу штилю поблизу Корку після закінчення палива. 20 червня корабель зайшов у гавань Ліверпуля. Сотні човнів вийшли, щоб привітати незвичайне судно. У Нью-Лондон Газетт з Коннектикуту пізніше повідомили про строки прибуття корабля.

## Виноски
1. ↑  Morrison 1903, p. 407.
2. ↑  «Oceangoing Steamships».
3. ↑  Smithsonian, pp. 617—618.
4. 1 2  Morrison, p. 406.
5. ↑  Swann, p. 5.
6. ↑  Smithsonian, p. 618.
7. ↑  Smithsonian, pp. 631—632.
8. ↑  Smithsonian, p. 632.
9. ↑  Smithsonian, p. 627.